# Andrzej Jagiełło
Andrzej Idzi Jagiełło (ur. 1 września 1944 w Krynkach jako Andrzej Jagieła) – polski polityk, poseł na Sejm IV kadencji.

## Życiorys
Ukończył w 1987 studia na Wydziale Społeczno-Politycznym Akademii Nauk Społecznych przy KC PZPR. W latach 1964–1990 był członkiem Polskiej Zjednoczonej Partii Robotniczej, pełnił m.in. funkcję pierwszego sekretarza w komitecie zakładowym.
Od 1964 do 1993 pracował w różnych przedsiębiorstwach jako technolog i inżynier, od 1988 zatrudniony jako monter w Niemczech. Później przez rok był zatrudniony w Kasie Rolniczego Ubezpieczenia Zdrowotnego. W latach 1994–1997 pełnił funkcję dyrektora Miejskiego Ośrodka Pomocy Społecznej w Starachowicach. Ponownie zajmował to stanowisko od października do listopada 2005.
W 1999 wstąpił do Sojuszu Lewicy Demokratycznej, wchodził w skład władz regionalnych tej partii. W latach 1998–2001 zasiadał w sejmiku świętokrzyskim. Od 2001 do 2005 był posłem z ramienia SLD na Sejm IV kadencji z okręgu kieleckiego. Zasiadał w Komisji Sprawiedliwości i Praw Człowieka oraz Komisji Polityki Społecznej i Rodziny. W 2003 wystąpił z SLD. Należał później do kół poselskich Partii Ludowo-Demokratycznej i Stronnictwa Gospodarczego. Nie ubiegał się o reelekcję w 2005.
24 stycznia 2005 Sąd Okręgowy w Kielcach skazał go na karę 1 roku i 6 miesięcy pozbawienia wolności za udział w tzw. aferze starachowickiej. 16 listopada 2005 Sąd Apelacyjny w Krakowie podtrzymał wyrok sądu okręgowego, obniżając karę do 1 roku. 3 października 2006 został warunkowo przedterminowo zwolniony.
W 2014 kandydował do rady gminy Brody z ramienia komitetu Rozwój Brody 2014, zajmując ostatnie miejsce w okręgu. Kilka lat później został przewodniczącym świętokrzyskich struktur partii Akcja Zawiedzionych Emerytów Rencistów.